# Pisón de Ojeda
Pisón de Ojeda es una localidad perteneciente al municipio de Olmos de Ojeda, en la comarca natural del Boedo-Ojeda de la provincia de Palencia, comunidad autónoma de Castilla y León, España.

## Demografía
Evolución de la población en el siglo XXI
| Gráfica de evolución demográfica de Pisón de Ojeda entre 2000 y 2022 |
|                                                                      |
| Población de derecho (2000-2020) según el padrón municipal del INE   |

## Características
Agrupa dos docenas de viviendas, la mayoría de segunda residencia, alrededor de una calle principal y una plaza. En una loma contigua al sur del núcleo urbano se encuentra la iglesia y el pequeño cementerio.

## Contexto geográfico
Se encuentra en una hondonada a orillas del Río Burejo y atravesado por su afluente Arroyo de La Pila, a unos 990 metros sobre el nivel del mar. Tiene un clima oceánico-mediterráneo con verano suave (Csb según la clasificación climática de Köppen), con elevada humedad e inviernos muy fríos.
| Parámetros climáticos promedio de Pisón de Ojeda en el periodo 2015-2018 | Parámetros climáticos promedio de Pisón de Ojeda en el periodo 2015-2018 | Parámetros climáticos promedio de Pisón de Ojeda en el periodo 2015-2018 | Parámetros climáticos promedio de Pisón de Ojeda en el periodo 2015-2018 | Parámetros climáticos promedio de Pisón de Ojeda en el periodo 2015-2018 | Parámetros climáticos promedio de Pisón de Ojeda en el periodo 2015-2018 | Parámetros climáticos promedio de Pisón de Ojeda en el periodo 2015-2018 | Parámetros climáticos promedio de Pisón de Ojeda en el periodo 2015-2018 | Parámetros climáticos promedio de Pisón de Ojeda en el periodo 2015-2018 | Parámetros climáticos promedio de Pisón de Ojeda en el periodo 2015-2018 | Parámetros climáticos promedio de Pisón de Ojeda en el periodo 2015-2018 | Parámetros climáticos promedio de Pisón de Ojeda en el periodo 2015-2018 | Parámetros climáticos promedio de Pisón de Ojeda en el periodo 2015-2018 | Parámetros climáticos promedio de Pisón de Ojeda en el periodo 2015-2018 |
| Mes                                                                      | Ene.                                                                     | Feb.                                                                     | Mar.                                                                     | Abr.                                                                     | May.                                                                     | Jun.                                                                     | Jul.                                                                     | Ago.                                                                     | Sep.                                                                     | Oct.                                                                     | Nov.                                                                     | Dic.                                                                     | Anual                                                                    |
| ------------------------------------------------------------------------ | ------------------------------------------------------------------------ | ------------------------------------------------------------------------ | ------------------------------------------------------------------------ | ------------------------------------------------------------------------ | ------------------------------------------------------------------------ | ------------------------------------------------------------------------ | ------------------------------------------------------------------------ | ------------------------------------------------------------------------ | ------------------------------------------------------------------------ | ------------------------------------------------------------------------ | ------------------------------------------------------------------------ | ------------------------------------------------------------------------ | ------------------------------------------------------------------------ |
| Temp. máx. abs. (°C)                                                     | 15.3                                                                     | 17.2                                                                     | 23                                                                       | 26.3                                                                     | 31.2                                                                     | 34.5                                                                     | 34.2                                                                     | 34.3                                                                     | 33.3                                                                     | 27.3                                                                     | 20.5                                                                     | 15.5                                                                     | 34.5                                                                     |
| Temp. máx. media (°C)                                                    | 7.4                                                                      | 8.1                                                                      | 11.8                                                                     | 16.6                                                                     | 20.5                                                                     | 24.9                                                                     | 27.3                                                                     | 27.2                                                                     | 23.1                                                                     | 18.2                                                                     | 11.3                                                                     | 9.0                                                                      | 17.1                                                                     |
| Temp. media (°C)                                                         | 2.4                                                                      | 3.3                                                                      | 6.2                                                                      | 9.7                                                                      | 13.7                                                                     | 17.6                                                                     | 20.0                                                                     | 19.5                                                                     | 15.7                                                                     | 11.3                                                                     | 5.9                                                                      | 3.8                                                                      | 10.8                                                                     |
| Temp. mín. media (°C)                                                    | -1.4                                                                     | -0.8                                                                     | 1.2                                                                      | 3.3                                                                      | 6.9                                                                      | 10.7                                                                     | 12.7                                                                     | 11.7                                                                     | 8.6                                                                      | 5.4                                                                      | 1.3                                                                      | -0.4                                                                     | 4.9                                                                      |
| Temp. mín. abs. (°C)                                                     | -9.3                                                                     | -11.5                                                                    | -5                                                                       | -5.5                                                                     | -1.5                                                                     | 3                                                                        | 5.6                                                                      | 6.8                                                                      | 0.8                                                                      | -1.0                                                                     | -5.4                                                                     | -11.4                                                                    | -11.5                                                                    |
| Precipitación total (mm)                                                 | 65.6                                                                     | 71.8                                                                     | 71.3                                                                     | 69.4                                                                     | 69.3                                                                     | 43.8                                                                     | 26.0                                                                     | 10.3                                                                     | 25.4                                                                     | 48.4                                                                     | 73.4                                                                     | 38.6                                                                     | 613.3                                                                    |
| Días de precipitaciones (≥ 1 mm)                                         | 8.5                                                                      | 9.8                                                                      | 10.5                                                                     | 9.8                                                                      | 9.0                                                                      | 7.3                                                                      | 2.8                                                                      | 1.8                                                                      | 2.8                                                                      | 6.0                                                                      | 9.0                                                                      | 6.5                                                                      | 83.8                                                                     |
| Fuente: Estación personal local                                          |                                                                          |                                                                          |                                                                          |                                                                          |                                                                          |                                                                          |                                                                          |                                                                          |                                                                          |                                                                          |                                                                          |                                                                          |                                                                          |

Las poblaciones más cercanas son Amayuelas de Ojeda (2,3 km), Vega de Bur (2,6 km) y Montoto de Ojeda (3,4 km). Olmos de Ojeda, capital municipal, se encuentra a 8,1 km.

## Historia

### Edad Media
El primer asentamiento humano en Pisón de Ojeda se sitúa probablemente a finales del siglo IX, con la repoblación del valle de La Ojeda por parte del Conde Rodrigo, paralelamente a la repoblación de Amaya. Pisón fue jurisdicción señorial del Monasterio de San Andrés de Arroyo desde 1185, poco tiempo después de la fundación del monasterio por la condesa Doña Mencía, testamentaria del rey Alfonso VIII.
El topónimo "Pisón" y su iglesia de San Pelayo ya aparecen en el Becerro de los Beneficios de la Catedral de Palencia (1345). Este nombre hace referencia a las pisas o pisones que, movidos por instalación hidráulica en ríos o arroyos, servían para tundir paños y tejidos de lino. Así pues, el significado sería "el lugar de la pisa en La Ojeda".
Según el historiador Gonzalo Martínez Díez , durante la Edad Media pertenecía a la Merindad menor de Monzón (Meryndat de Monçon), aunque no figura su descripción en el libro Becerro de las Behetrías de Castilla (1352). Por entonces, en Pisón probablemente rendían vasallaje, por proximidad geográfica a las vecinas Vega de Bur y Quintanatello, a Don Tello de Castilla, hijo de Alfonso XI y señor de Aguilar de Campoo.
En el censo de Pecheros de Carlos I, en 1528, aparece Pisón con el nombre de "Pisoncillo" y 14 vecinos pecheros censados. En el censo de los Obispos de 1587 aparecen 13 parroquianos.

#### El privilegio real
Dice un dicho popular de la zona: Pisoncillo de Ojeda, ni pecha, ni medra, ni paga alcabala, ni el rey se lo manda. Estos versos hacen referencia a ciertos privilegios reales por los cuales los habitantes de Pisón tenían exención de tributos que se pagaban al rey de Castilla. 

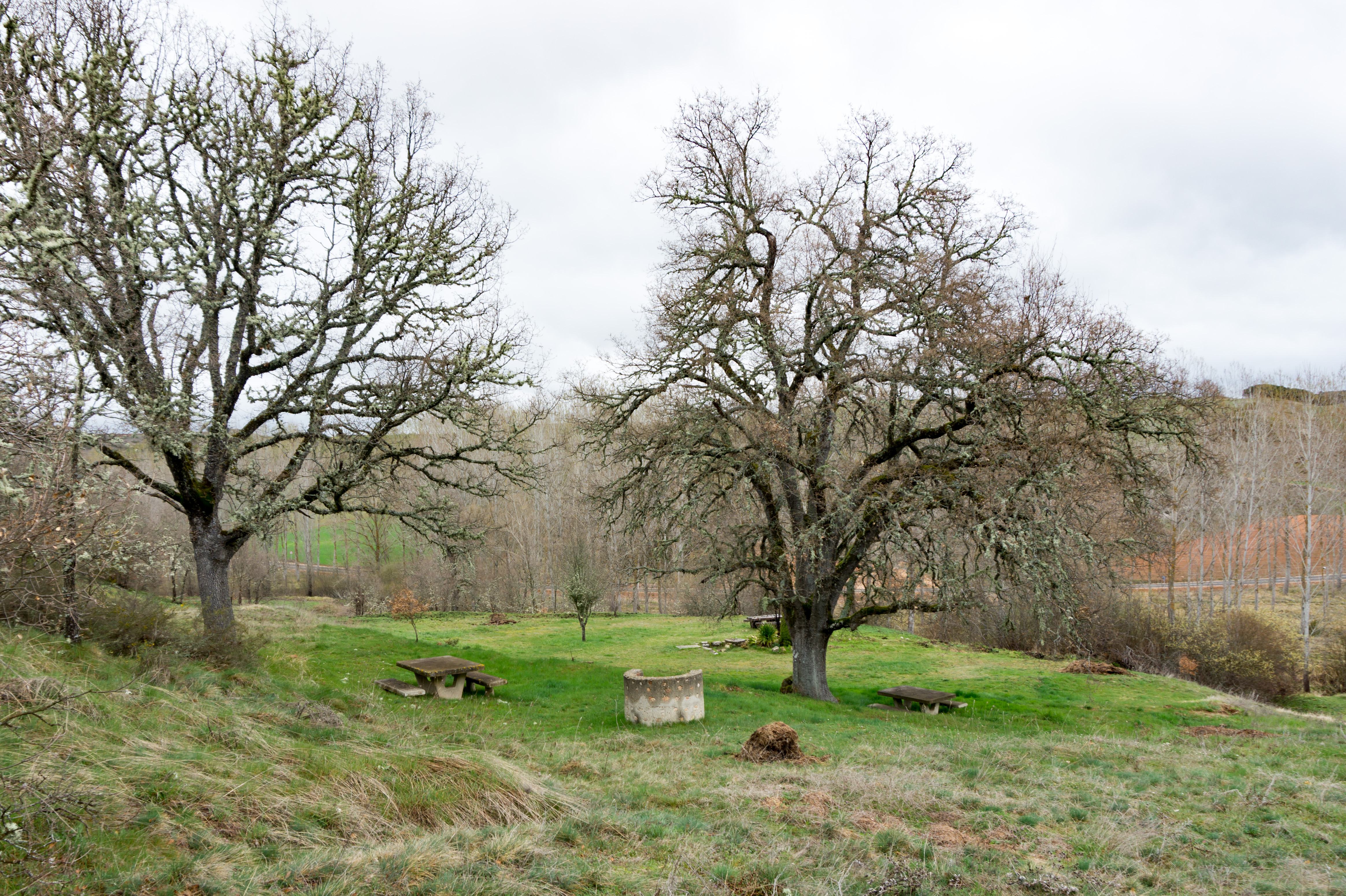
Paraje de Santa Marina en la actualidad

Sobre el origen de estos privilegios hay varias leyendas. La primera cuenta que una princesa, doña Sancha, huye de la vida cortesana de palacio haciendo un largo camino hasta el monasterio de Santa Eufemia de Cozuelos (Olmos de Ojeda) y tras alcanzar el valle de La Ojeda es muy bien acogida por los lugareños de Pisón. El rey Alfonso IX de León, agradecido por el recibimiento dispensado por los de Pisón a su hija, concederá el privilegio de no pagar impuestos reales a cambio de ciertas obligaciones. Otra versión de la leyenda cuenta que un rey, perdido en una noche de tormenta durante una cacería, fue recibido calurosamente por el pueblo de Pisón. En agradecimiento, decide concederles la exención de impuestos y de prestar servicio militar. 
Sea cual sea el origen de los privilegios, su existencia está documentada y confirmada por todos los reyes de Castilla desde la reina regente Catalina de Lancaster (1413) hasta la extinción de los privilegios tras el reinado de Fernando VII en los albores del siglo XIX. No se conserva el documento original del privilegio que, según documentos posteriores, fue concedido por el rey Fernando IV «el Emplazado» (1285-1312). 
Según las confirmaciones reales documentadas, con dicho privilegio los vecinos de Pisón de Ojeda quedaban exentos del pago de "monedas, pedidos y otros pechos y derechos cualesquiera". A cambio, los vecinos debían costear dos misas diarias y cantadas por el eterno descanso del rey Fernando IV y sus antecesores en la desaparecida iglesia o monasterio de Santa Marina de Bur, además de mantener encendida permanentemente una lámpara para que alumbrase dicha iglesia.

### Edad Moderna
El Catastro de Ensenada describe la localidad en 1752. Pisón era señorío jurisdiccional del Duque de Frías, al cual se pagaban anualmente doce monedas de vellón, además del Monasterio de San Andrés de Arroyo, que recibía un diezmo de cada vecino. Según dicho documento había 15 vecinos (hogares) y ningún pobre de solemnidad o viuda. Había 26 casas, 2 de ellas en ruinas, 2 molinos harineros, situados en el arroyo de Fuente los Moros y 13 colmenares. La actividad económica era principalmente el cultivo de trigo, cebada, centeno y lino. 500 cabezas de ganado merino pacían en La Loma y Los Payules, lindando con Amayuelas de Ojeda, propiedad del pastor Joseph Caballero. Otro de los vecinos nombrados es el cura, Matheo Gutiérrez, encargado de 50 misas anuales en la ermita de Santa Marina. En los gastos comunales de la localidad se citan 2 celebraciones litúrgicas, el plantado de cruces en el campo el 3 de mayo (Invención de la Santa Cruz) y tocar las campanas la noche de Santa Brígida.
En el Diccionario Geográfico de España de Tomás López (segunda mitad del siglo XVIII) figuraban 10 vecinos pecheros, 4 jornaleros, 1 pobre de solemnidad y 1 viuda, para un total de 16 vecinos (hogares), más un eclesiástico.
En el Censo de Aranda de 1768, considerado como el primer censo moderno realizado en Europa, aparecen un total de 75 habitantes, 40 hombres y 35 mujeres. En este censo la iglesia parroquial es llamada San Julián.
En el censo de Floridablanca de 1787 constan 103 habitantes, 49 hombres y 54 mujeres.

### Edad Contemporánea
A la caída del Antiguo Régimen la localidad se constituye en municipio constitucional que en el censo de 1842 contaba con 5 hogares y 26 habitantes, para posteriormente integrarse en Vega de Bur.

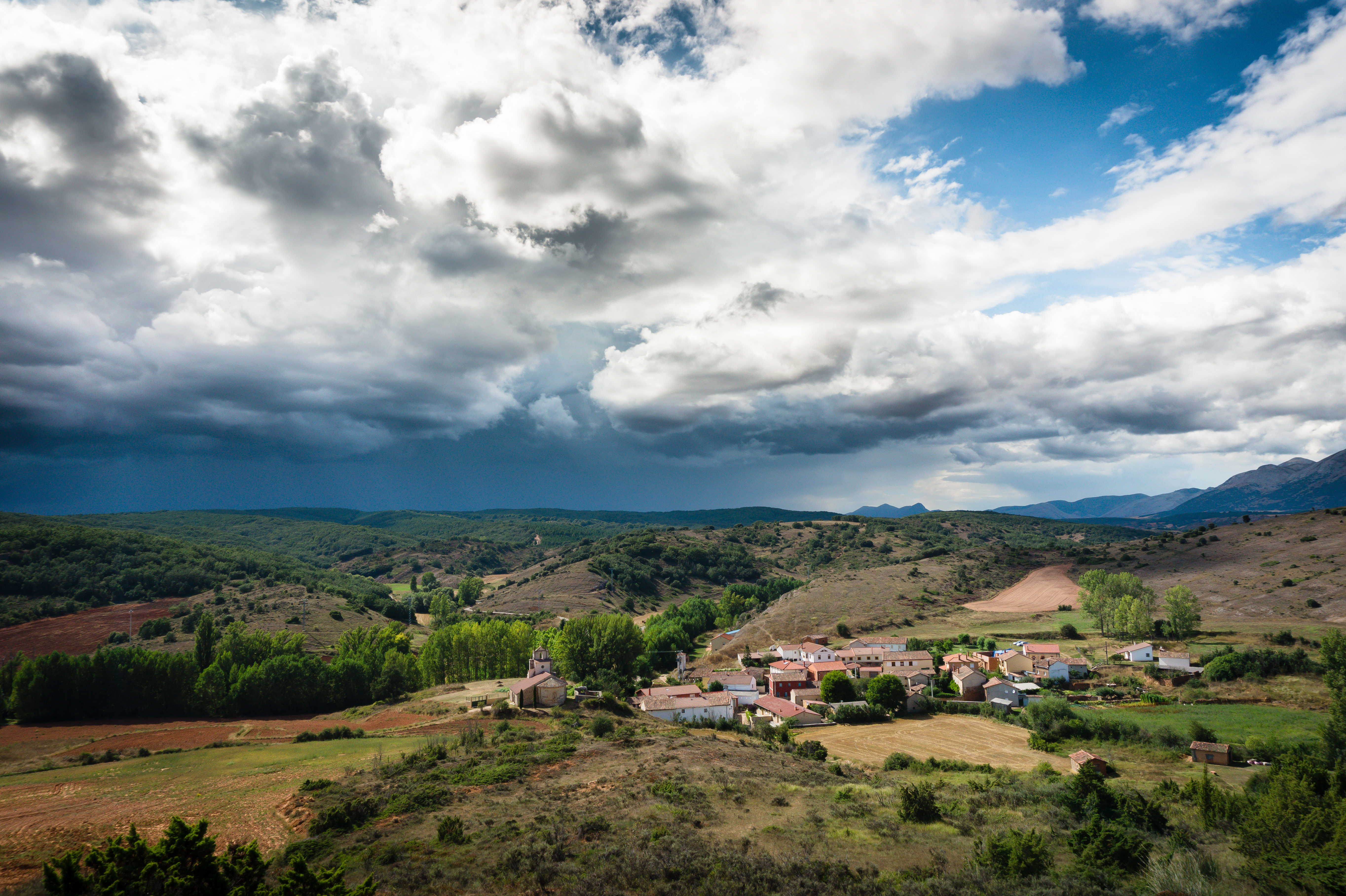
Panorámica de Pisón de Ojeda desde el alto de La Cubilla (1081 m.)

El Diccionario geográfico-estadístico-histórico de España y sus posesiones de Ultramar de 1849 describe así la localidad:
Agregado al ayuntamiento de Perazancas, en la provincia y diócesis de Palencia (a 14 leguas), partido judicial de Cervera del Río Pisuerga (2 leguas), audiencia territorial  y capitanía general de Valladolid (22 leguas). Situado en un hondo dominado de cuestas por el Norte y a corta distancia del río Burejo. Su clima es templado, combatido por el viento sur y alguna vez del norte, y propenso a constipados. Consta de 16 casas de pobre construcción; escuela de primeras letras, los meses de invierno, a la cual concurren 13 niños, dotada con 30 reales que paga el ayuntamiento y la corta retribución de los discípulos; una fuente titulada de los Moros a 1/4 leguas al sur del pueblo, de la que se surten los vecinos; iglesia parroquial (San Pelayo) servida por un cura de entrada y provisión del ordinario. El término confina por el norte con el de Amayuelas de Ojeda, al este Montoto, al sur Vega de Bur, y al oeste el término comunero del valle de Ojeda. El terreno es de mediana calidad y de secano a excepción de la parte que riega el río citado. Al oeste hay un monte poblado de mata baja y en las orillas del pueblo y a sus inmediaciones se ven varios árboles de chopo y olmos. Los caminos son locales y en mediano estado. La correspondencia se recibe de la estafeta de Prádanos de Ojeda. Producción: trigo, centeno, cebada, avena y lino; se cría ganado lanar y vacuno; caza de liebres, corzos y perdices y pesca de barbos, peces y cangrejos. Industria: un molino harinero en buen estado. Población: 5 vecinos y 26 almas, según datos oficiales, y 10 de los primeros y 40 de las segundas según noticias fidedignas. Capital producido: 4.900 reales. Impuestos: 234 reales.

## Patrimonio cultural

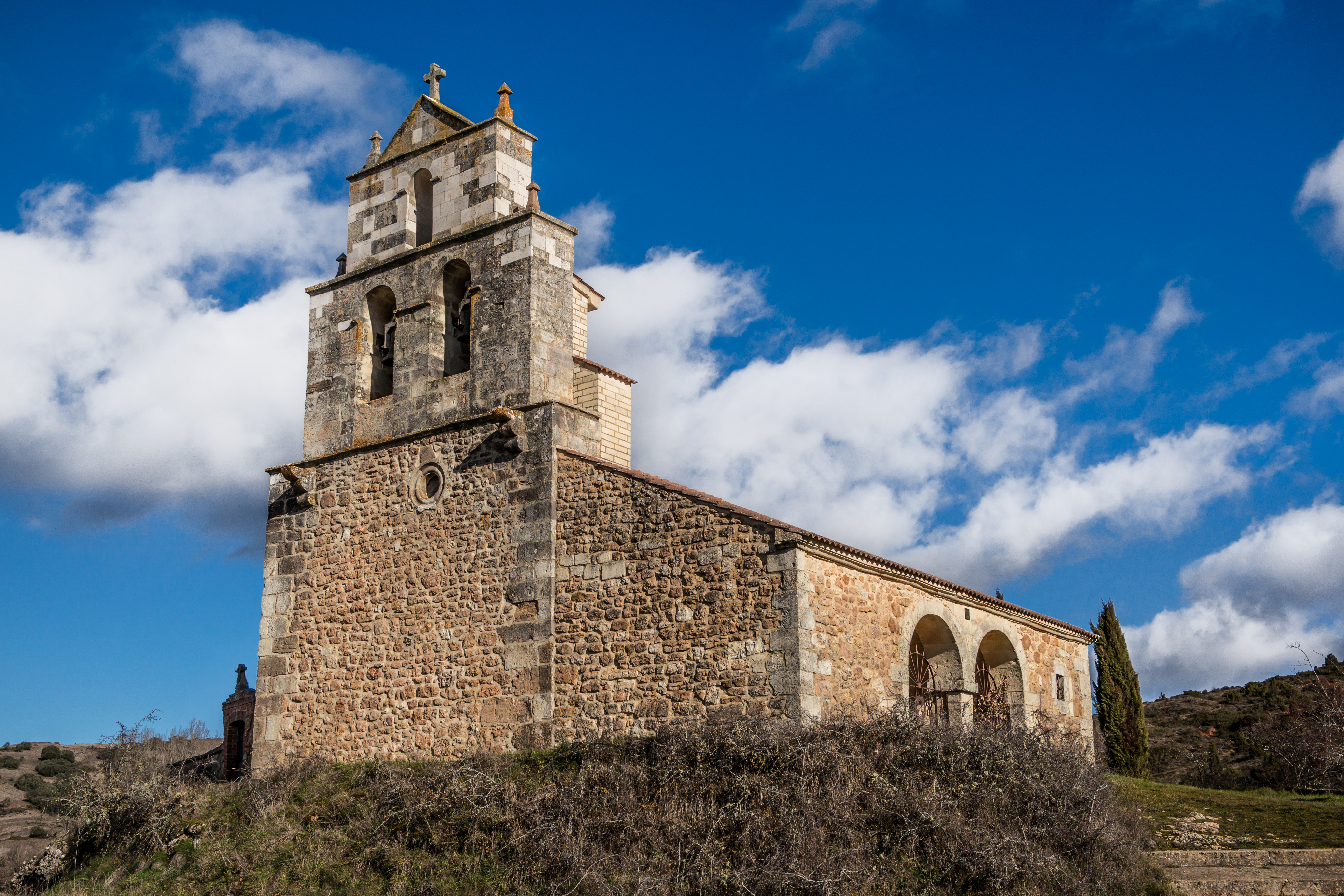
Iglesia románica de San Pelayo

Iglesia de San Pelayo: Templo románico con un ábside semicircular de finales del siglo XII o inicios del XIII y nave central pertenece ya a fines del siglo XIV o inicios del XV. Posteriores actuaciones en el XVIII, cuando se remodeló el campanario, otorgaron al edificio su fisonomía actual. Fue finalmente restaurada en 1988.
Se trata de un edificio de humildes dimensiones, construido con sillares bien trabados de arenisca local. Las restauraciones más recientes emplearon materiales actuales que contrastan fuertemente con el carácter medieval de la iglesia.  Posee una única nave dividida en tres tramos de distintas proporciones mediante dos arcos fajones y cubierta con bóveda de cañón apuntado, cabecera con presbiterio recto y ábside semicircular, cubierto mediante bóveda de horno. Entre ambas el arco de triunfo, también apuntado, que apoya en columnas con capiteles vegetales y cimacios con rosetas, en el lado del evangelio, y cabecitas, en el de la epístola. Los capiteles de los fajones son de estilo gótico, destacando los del sur, con motivos de máscaras entre hoja de roble y palmetas.  En el ábside se encuentra un vano o ventana aspillerada con forma de arco de medio punto, delimitado por una arquivolta que descansa sobre sendas columnas con capiteles vegetales de acantos y chambrana decorada con puntas de diamante. En el lateral meridional del presbiterio se encuentra una ventana de construcción moderna. La portada es también moderna, de medio punto con sencillas arquivoltas apoyadas sobre las jambas esquinadas. En la parte alta se conservan tres canecillos, uno de ellos con una cabecita humana, restos de un primitivo tejaroz. Los canecillos de la cornisa son simples, semicirculares, prismáticos o nacelados.   Al sur de la nave se adosa un recinto rectangular compartimentado en tres estancias: la sacristía al este; las escaleras de subida a la espadaña, al oeste; y, entre ambas, un pórtico abierto con dos arcos de medio punto y protegido por sendas verjas. Hacia el norte, el cierre del espacio delimitado entre los dos contrafuertes ha permitido habilitar un pequeño baptisterio. La espadaña consta de un tramo inferior, macizo, y otro superior, horadaro por tres aspilleras o troneras de medio punto, para campanas y campanil, con remate triangular que muestra grabada la fecha de 1770 y el cristograma IHS.     
Enclavada dentro del conjunto de iglesias pertenecientes a la ruta del Camino Natural del Románico palentino.
La fiesta mayor de San Pelayo se celebra el último sábado de junio con una procesión popular y el levantamiento de un arco de ramas en el centro del pueblo.
A finales del siglo XVIII aparece documentada una cofradía dedicada a San Julián, que organizaba anualmente una función religiosa y refresco popular.

### Imágenes

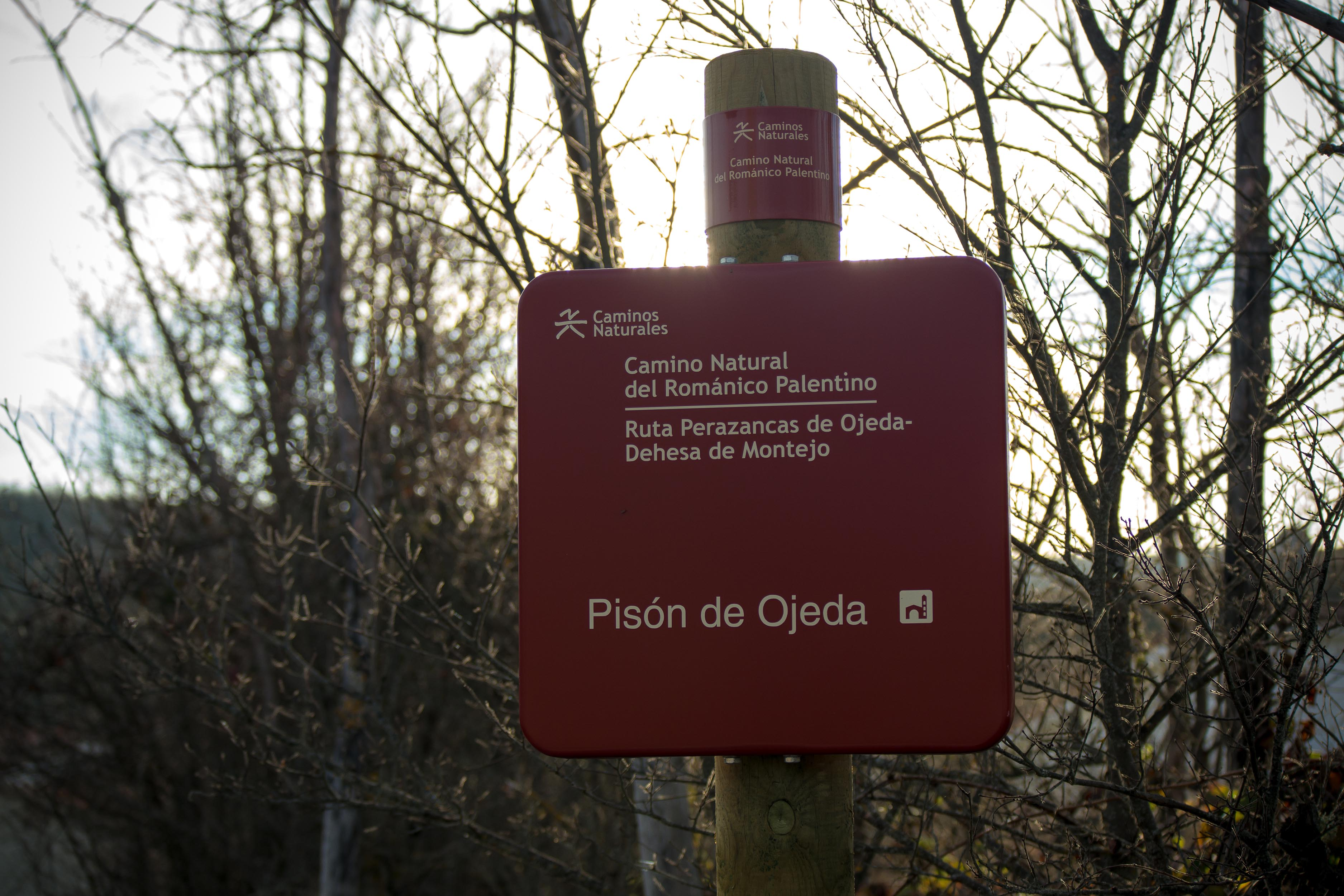
Indicador del Camino Natural del Románico Palentino.
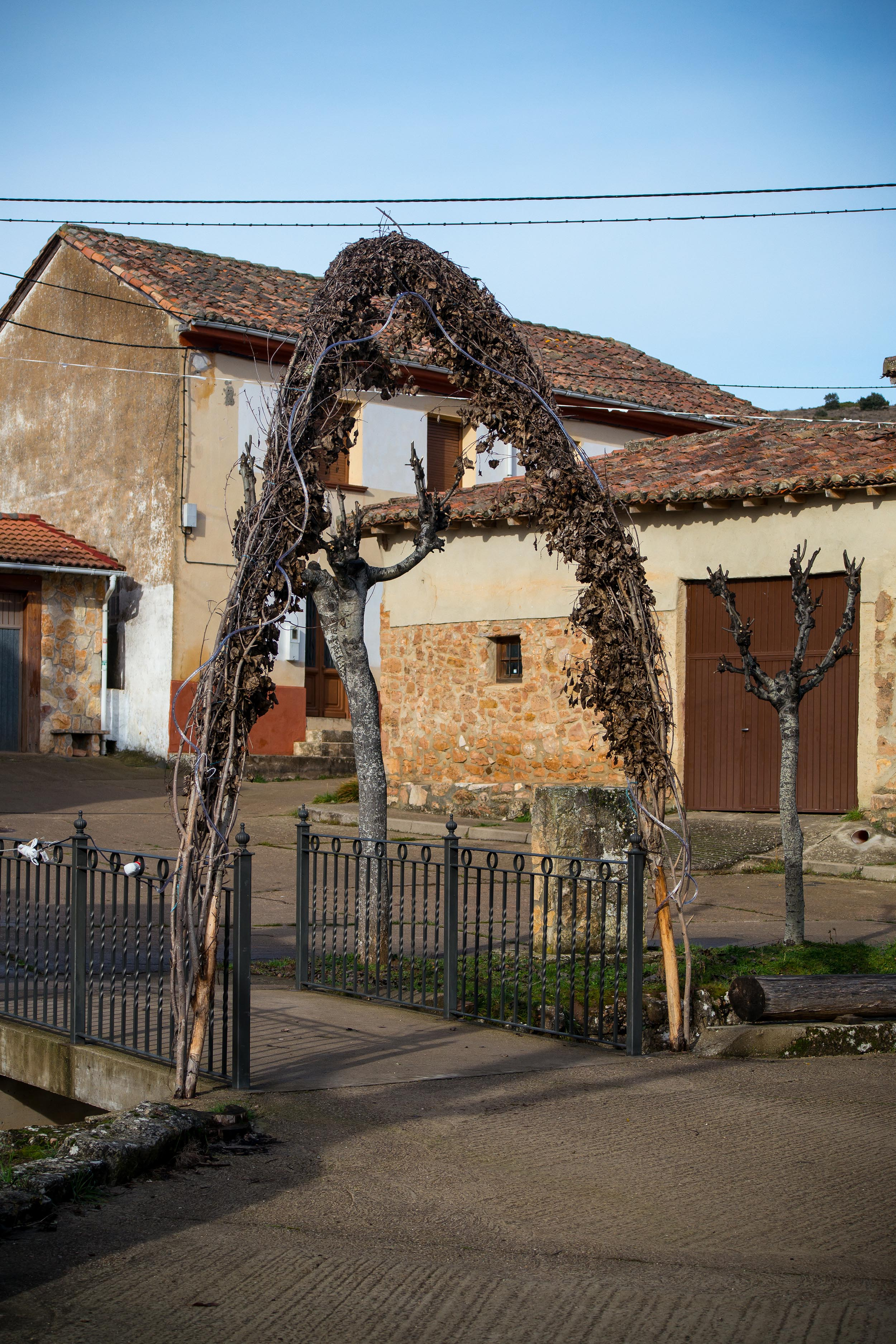
Centro urbano.
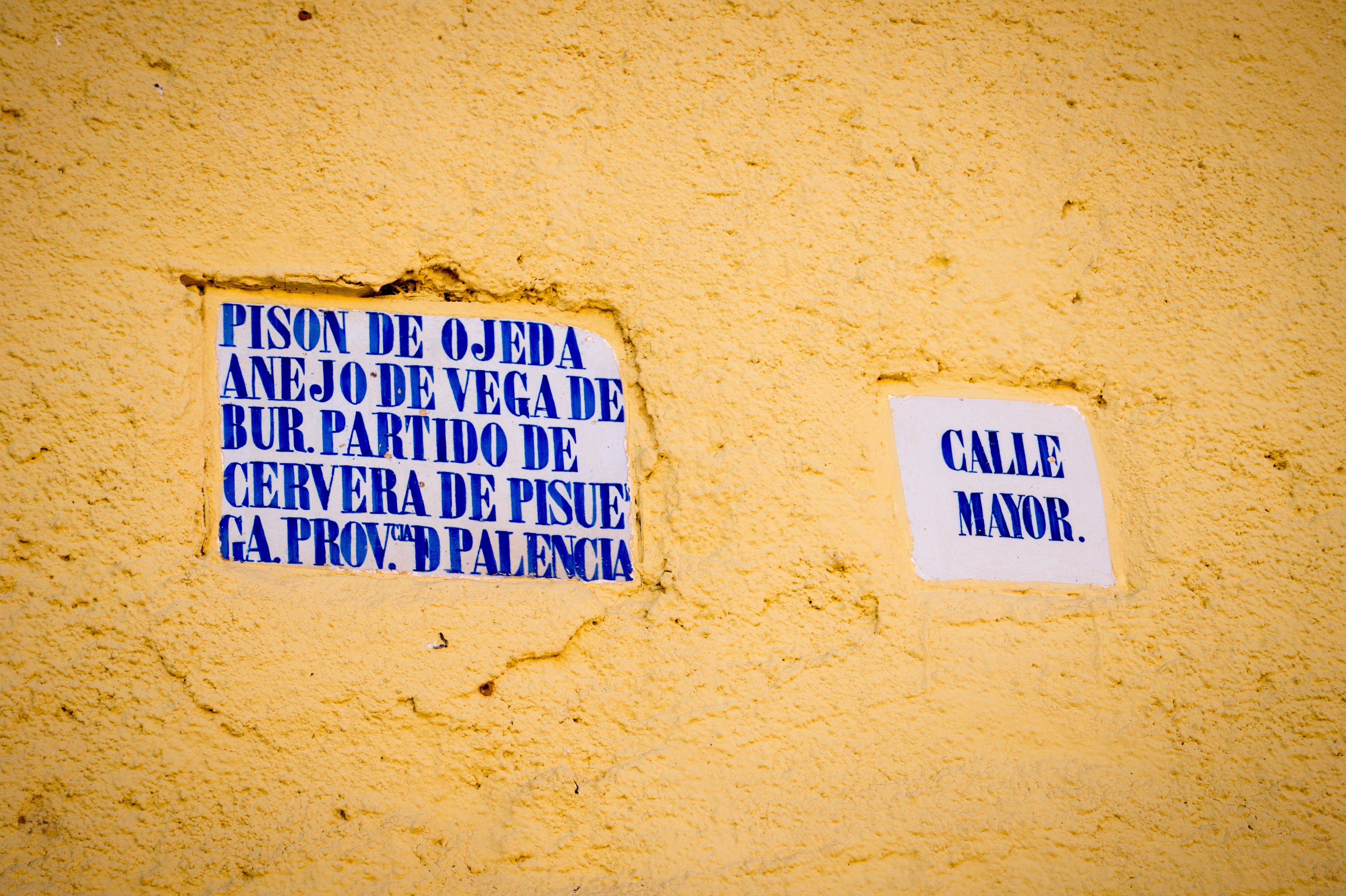
Azulejo callejero.
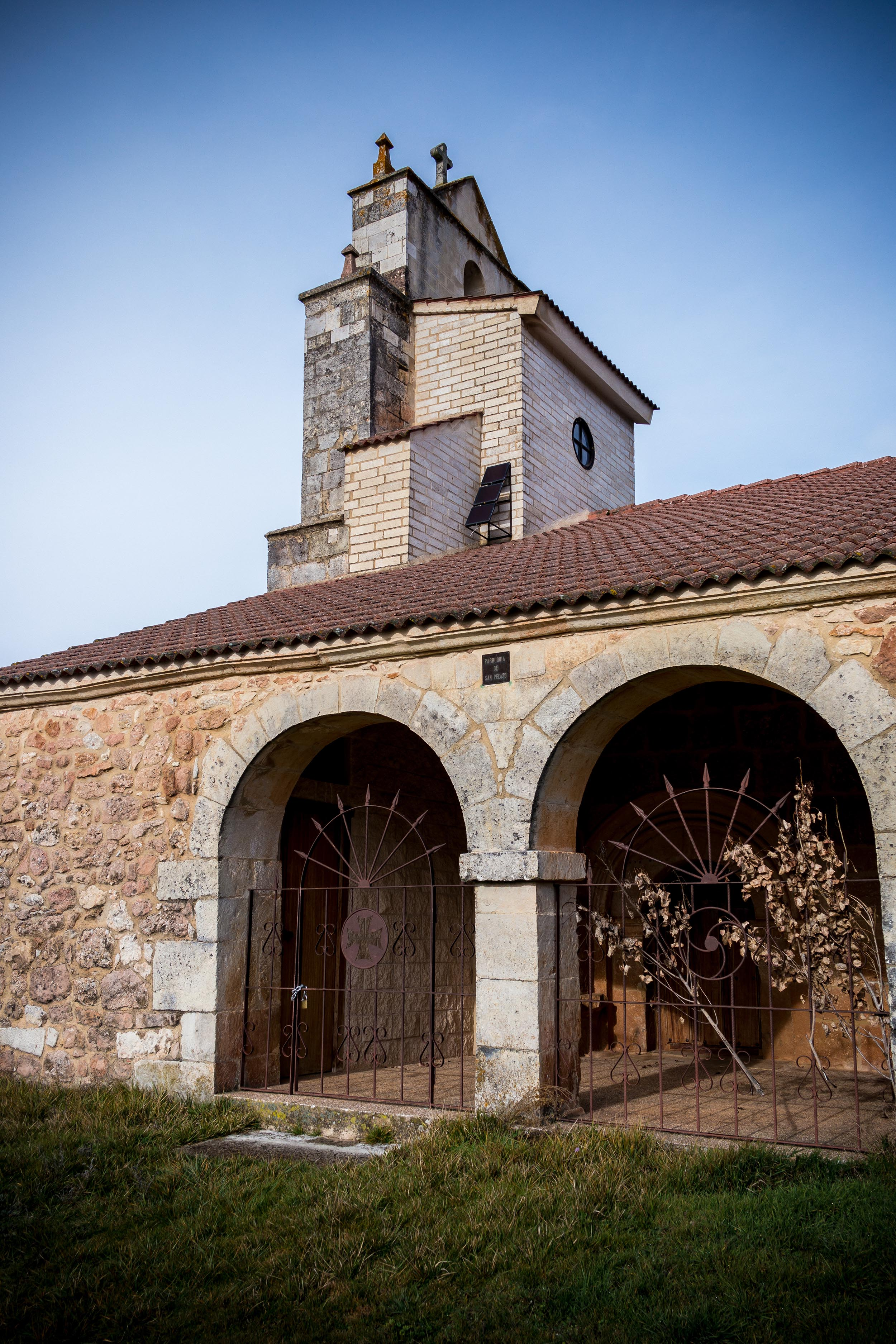
Acceso al templo.
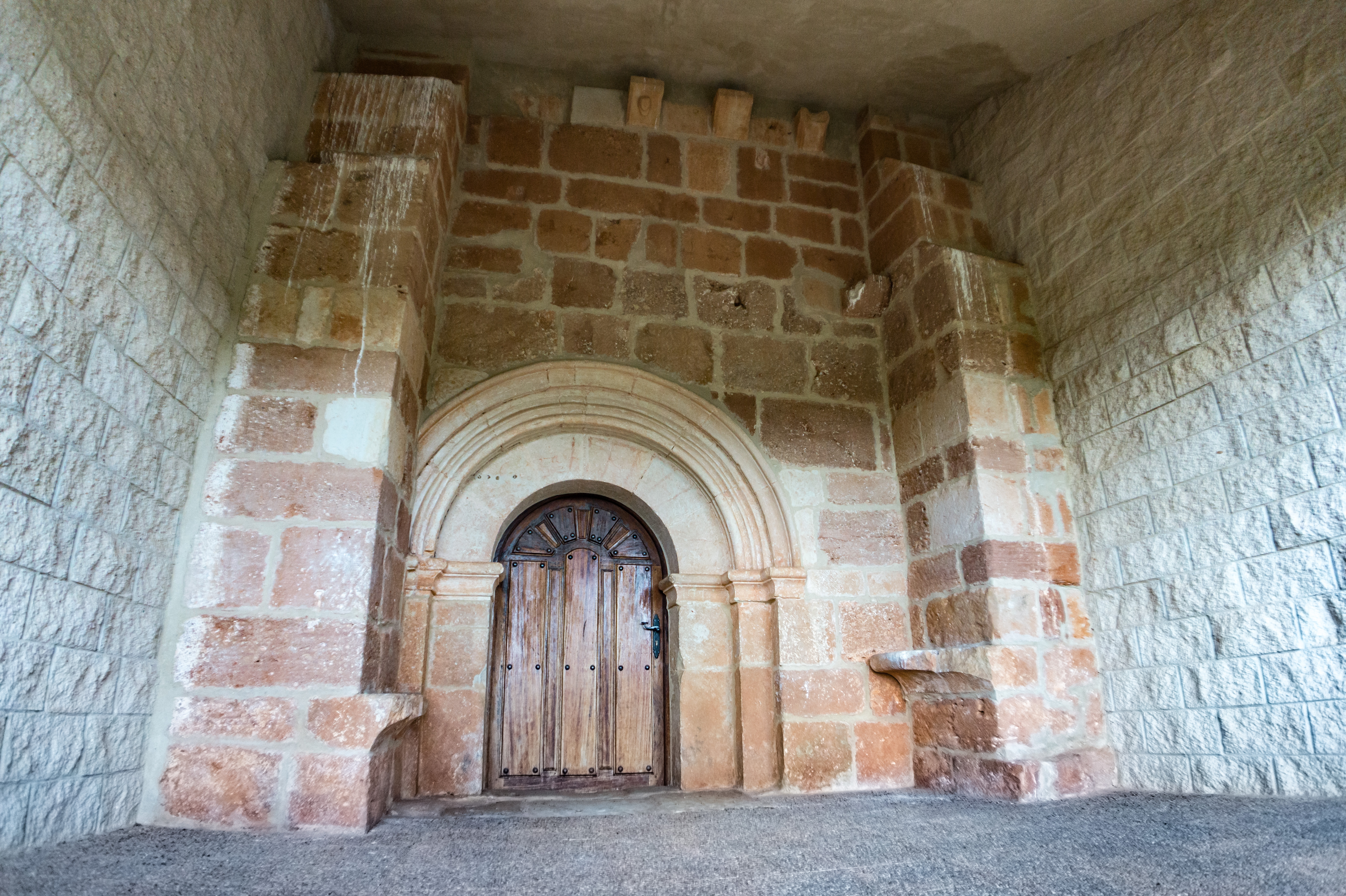
Portal de la iglesia.
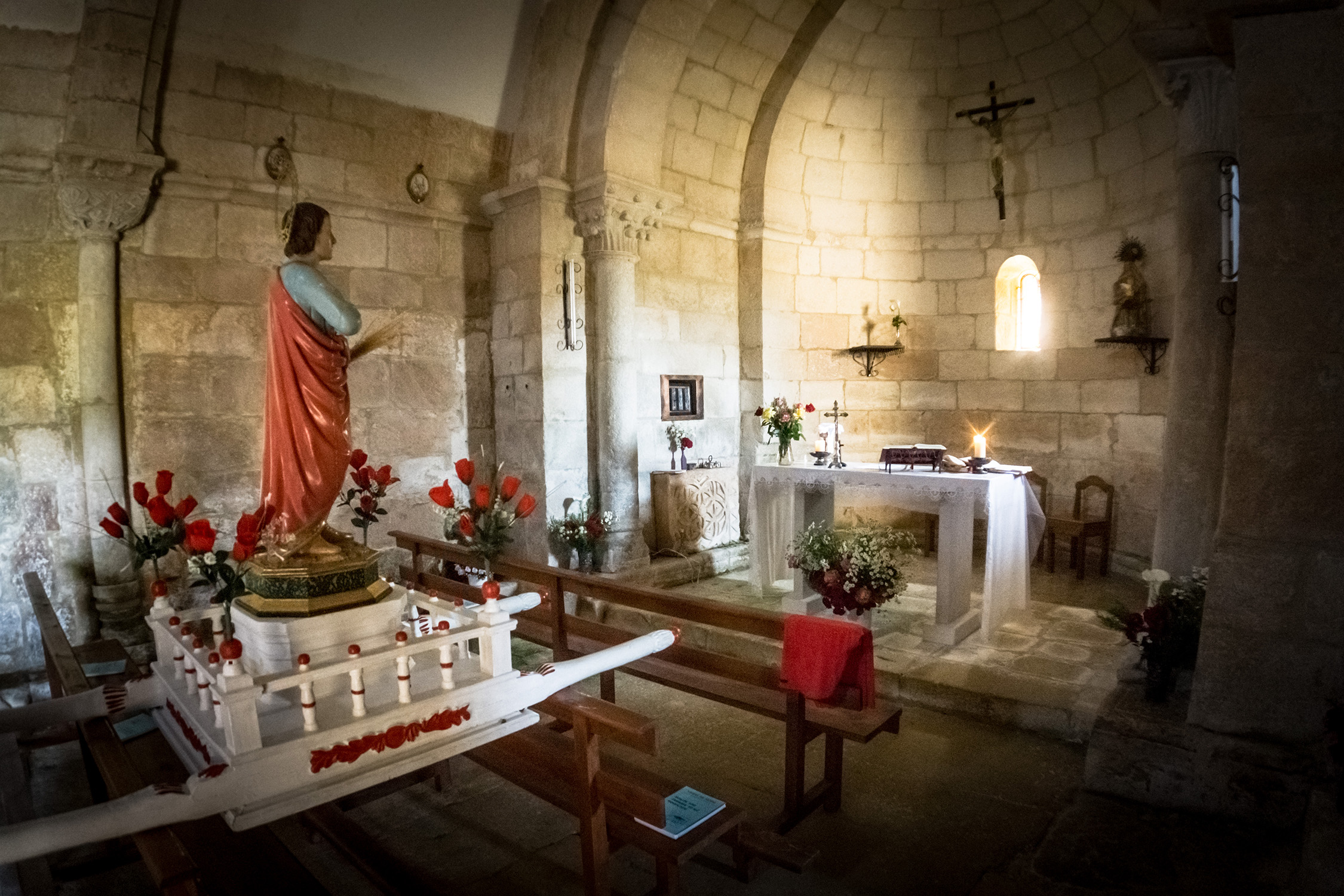
Interior de la iglesia.
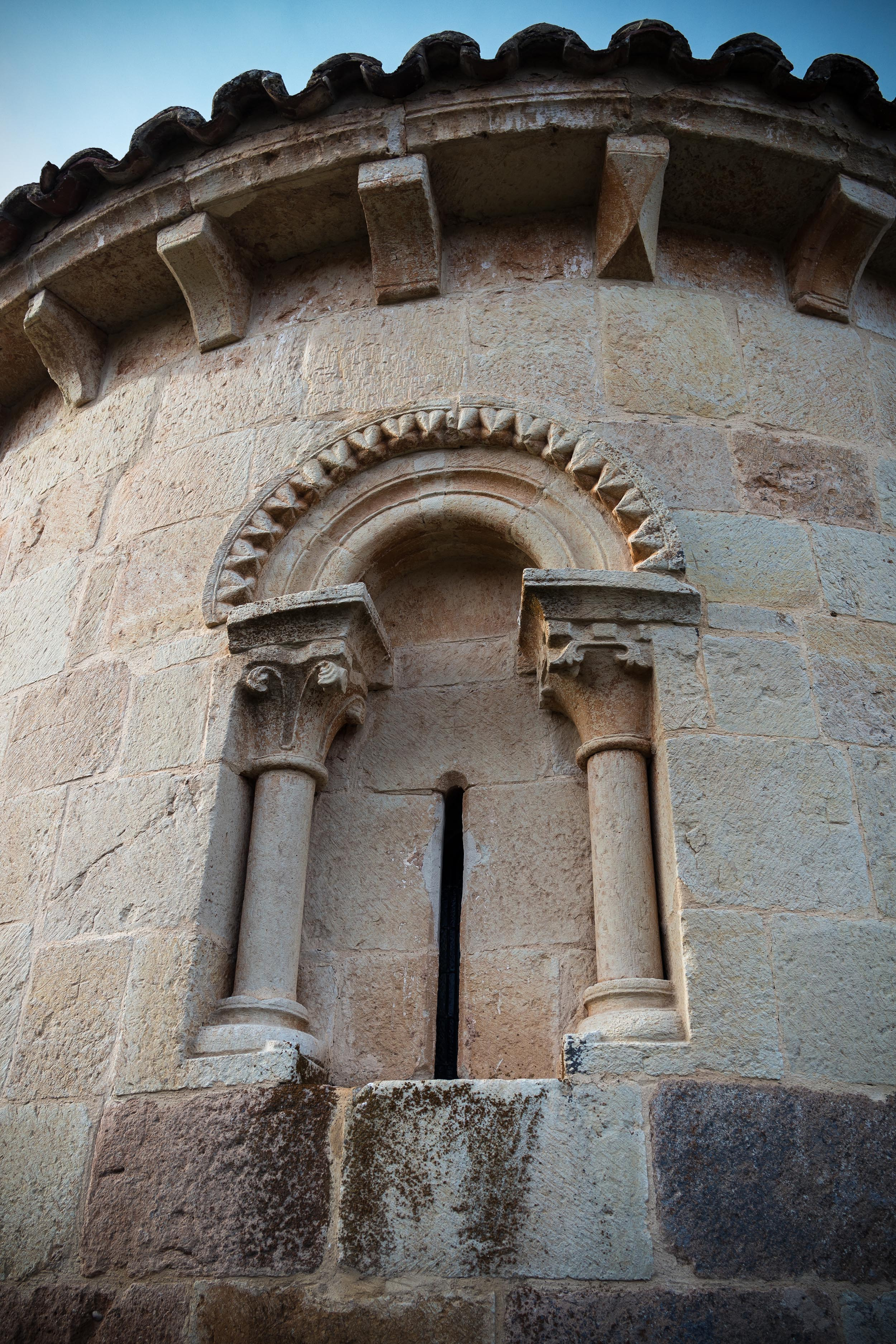
Detalle del ábside románico.
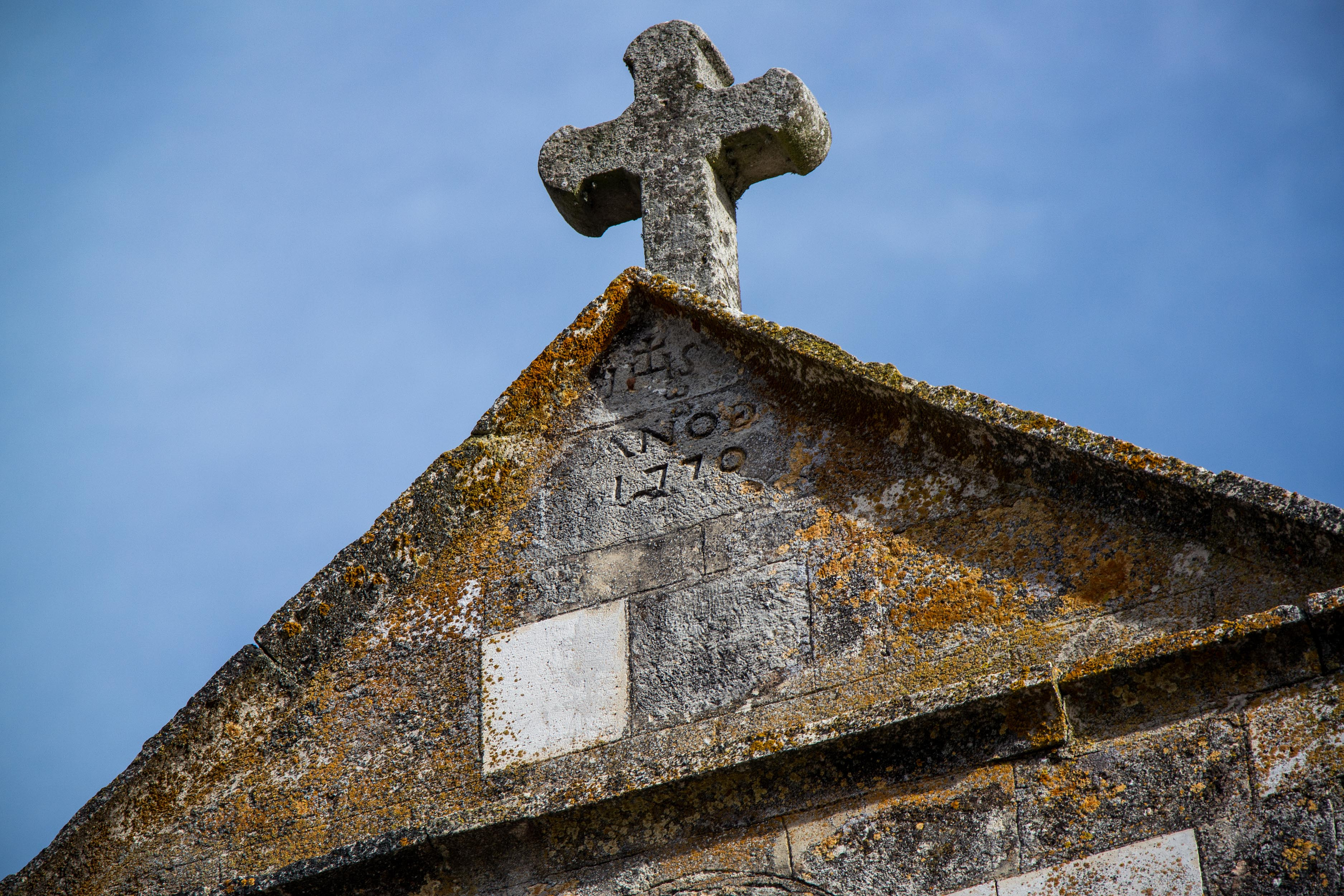
Inscripción en la espadaña.
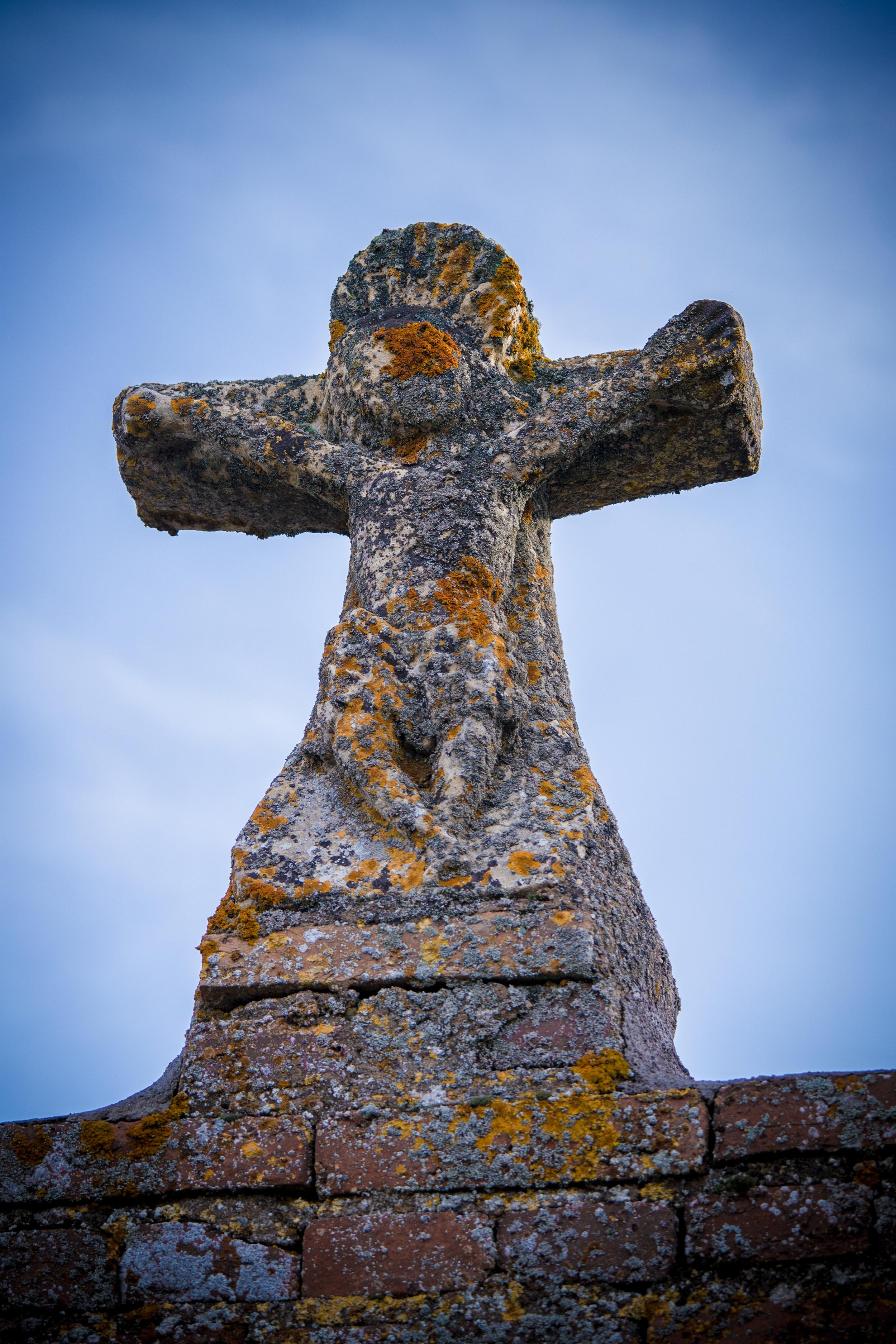
Crucifijo de piedra en el cementerio.
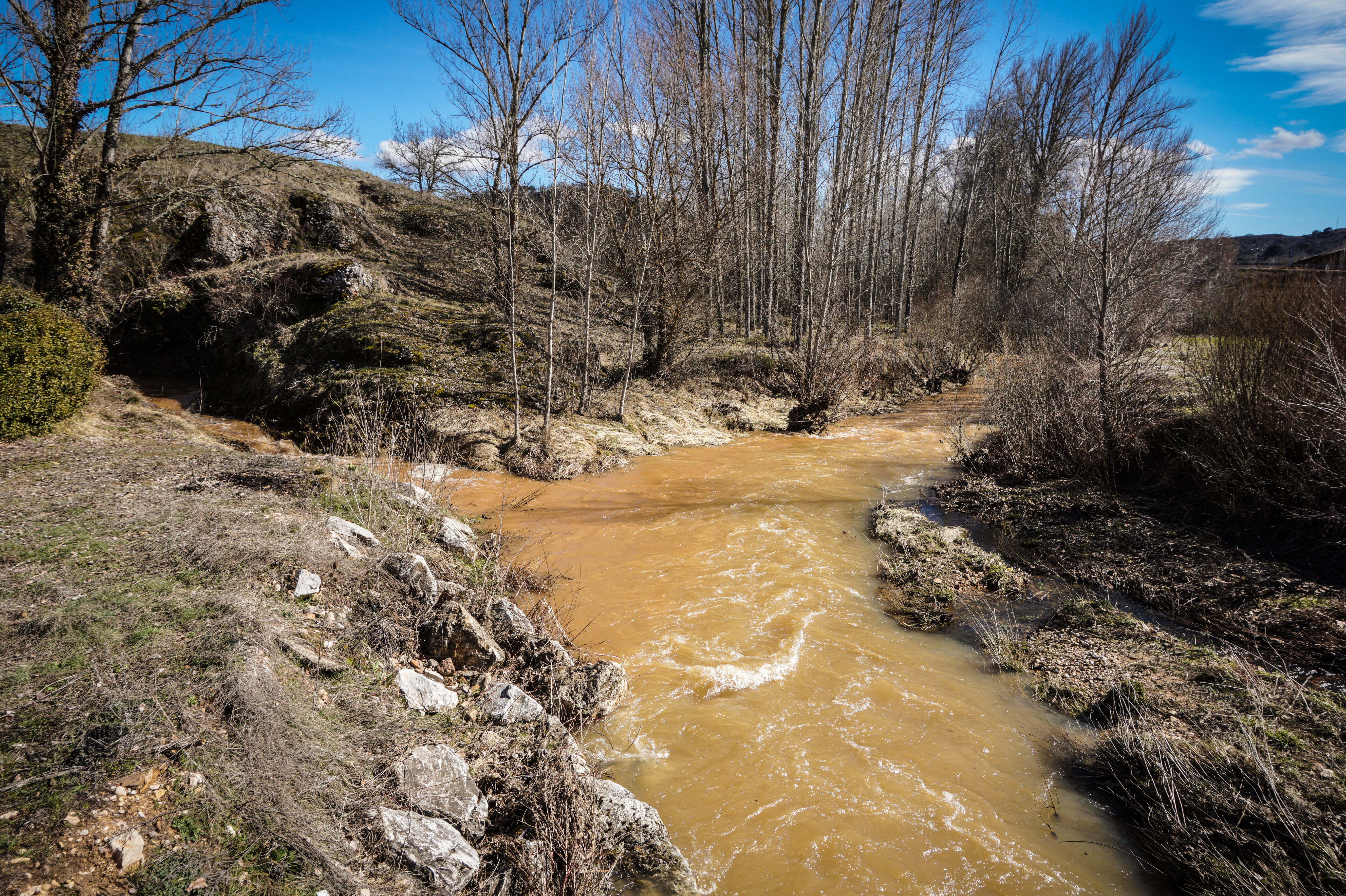
Río Burejo a su paso por Pisón.
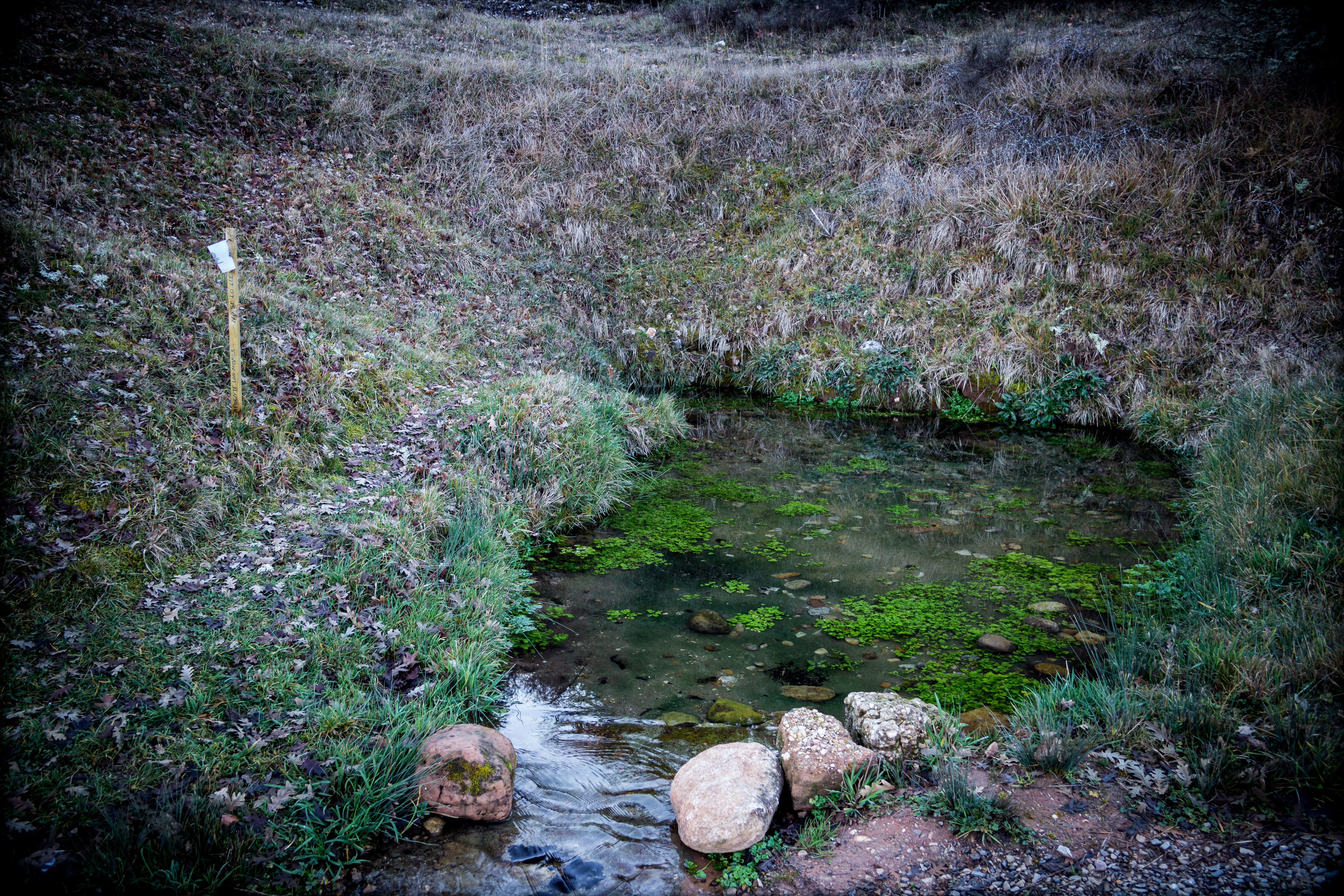
Manantial de Fuente los Moros.

## Hijos ilustres
- Martiniano Vallejo Fraile; empresario.
- Abilio Fraile Ruiz de Ojeda; religioso, filólogo, editor.